# Brampton (Cambridgeshire)
Brampton – wieś w Anglii, w hrabstwie Cambridgeshire, w dystrykcie Huntingdonshire. Leży 28 km na północny zachód od miasta Cambridge i 91 km na północ od Londynu.